# 専称寺 (川口市)
専称寺（せんしょうじ）は、埼玉県川口市にある浄土宗の寺院。

## 歴史
1400年（応永7年）、聖冏によって開山された。聖冏は武蔵国豊島郡小石川村（現・東京都文京区小石川）の伝通院を創建した浄土宗の高僧である。川口市内では西川口の西福寺や青木の西方寺を創建している。後に正誉伝的によって中興された。
かつては、1624年（寛永元年）に鋳造された川口市最古の梵鐘があったが、戦時中の金属供出により失われた。

## 交通アクセス
- 鳩ヶ谷駅より徒歩16分。